# سيستينوسين
سيستينوسين هو بروتين حامل يوجد في غشاء الجسم الحال ويعمل على نقل الحمض الأميني سيستين عبر الغشاء الليزوزومي للجسم الحال، ويتم تشفير هذا البروتين من جين يدعى CNTS.